# أجمير
أَجْمِير (بالهندستانية: ) واحدة من أكبر وأقدم المدن في ولاية راجستان الهندية ومركز عمالة أجمير التي تحمل اسمها. تقع في وسط ولاية راجستان وتعرف أيضا باسم قلب ولاية راجستان. تأسست المدينة باسم "أجاياميرو" (وتعني "التلال التي لا تقهر") من قبل حاكم تشاهامانا [الإنجليزية] (إما أجاياراجا الأول [الإنجليزية] أو أجاياراجا الثاني [الإنجليزية])، وكانت عاصمتهم حتى القرن الثاني عشر الميلادي. تحيط جبال أرافالي [الإنجليزية] بأجمير.

أصبحت بلدية منذ عام 1869. اختيرت واحدة من المدن التراثية لخطط المدينة الذكية التابعة لحكومة الهند.

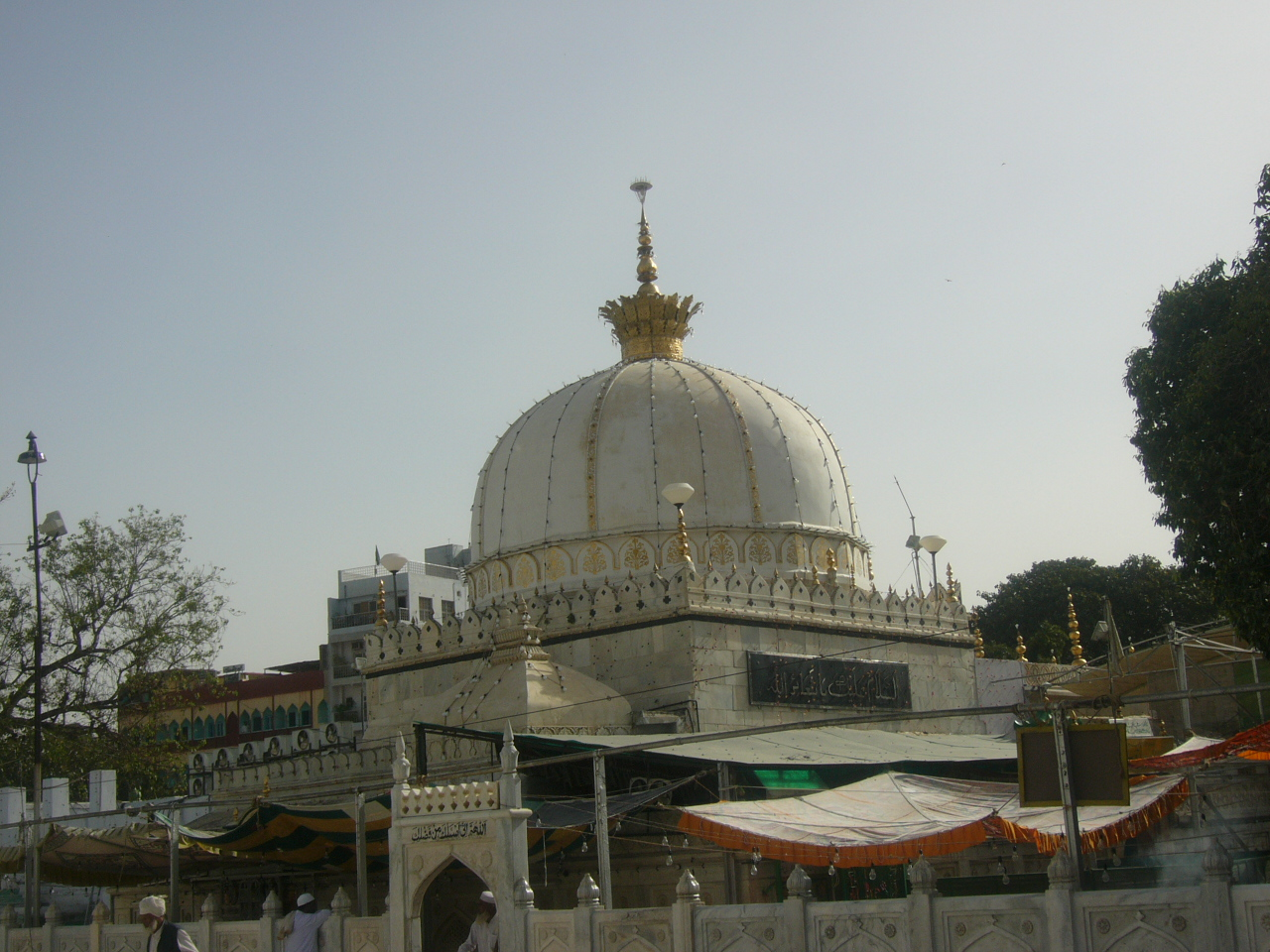
ضريح الجشتي في أجمير.

تضم المدينة مشهد الصوفي لمعين الدين الجشتي، وقبره معروف يزار.

## أعلام
- شاه شجاع
- دارا شكوه
- معين الدين الجشتي